# Meekiaria lignea
Meekiaria lignea es una espècie de lepidòpter ditrisi de la família dels cràmbids (Crambidae). El nom científic de l'espècie va ser publicat per primera vegada l'any 1974 per Munroe.